# Classifica di presenze in Serie A

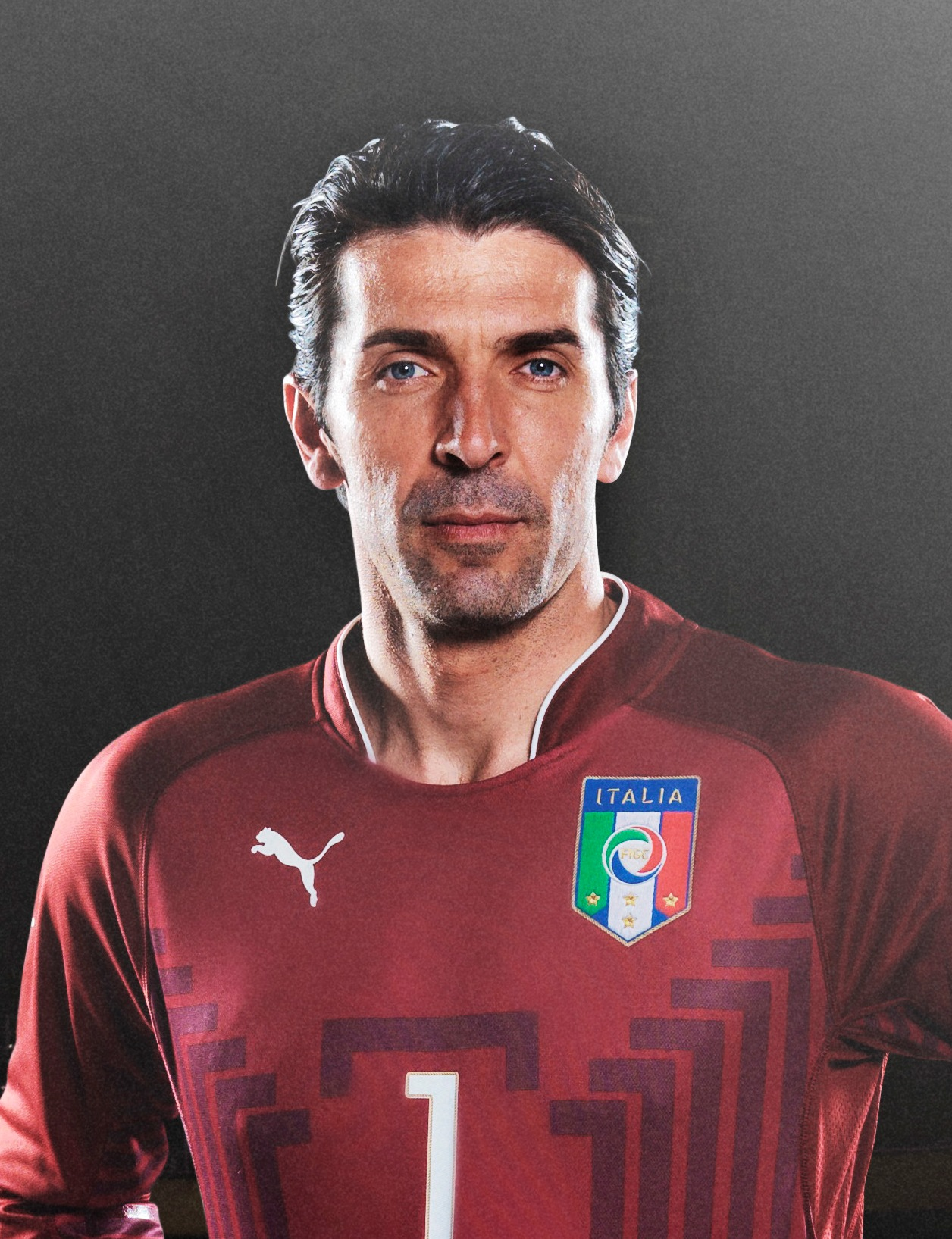
Il portiere italiano Gianluigi Buffon, in Serie A tra il 1995 e il 2021, è il calciatore più presente nella storia del massimo campionato nazionale.

Di seguito è riportata la classifica dei 100 giocatori con più presenze nei campionati di Serie A a girone unico (dal 1929-30 ad oggi). Dal computo vengono pertanto escluse le presenze in:
- Campionati precedenti all'istituzione della Serie A, dal 1898 al 1928-29
- Divisione Nazionale 1945-46

I due asterischi (**) a fianco del nominativo indicano presenze anche nei suddetti tornei. L'attestazione di eventuali gare di spareggio giocate, anch'esse escluse dal conteggio, viene segnalata in nota.

## Classifica generale
Sono indicati in grassetto i giocatori ancora in attività nel massimo campionato.
Elenco aggiornato al termine della stagione 2024-25.
| Pos. | Naz.                                   | Nome                    | Pres. | Reti | Stag. | Anni                                                             | Presenze per squadra                                                                                               |
| ---- | -------------------------------------- | ----------------------- | ----- | ---- | ----- | ---------------------------------------------------------------- | --- |
| 1    | Italia (bandiera)                      | Gianluigi Buffon        | 657   | −    | 24    | 1995-2006, 2007-2018, 2019-2021                                  | 168 Parma, 489 Juventus                                                                                            |
| 2    | Italia (bandiera)                      | Paolo Maldini           | 647   | 29   | 25    | 1984−2009                                                        | 647 Milan |
| 3    | Italia (bandiera)                      | Francesco Totti         | 619   | 250  | 25    | 1992−2017                                                        | 619 Roma |
| 4    | Argentina (bandiera)                   | Javier Zanetti          | 615   | 12   | 19    | 1995−2014                                                        | 615 Inter |
| 5    | Italia (bandiera)                      | Gianluca Pagliuca       | 592   | −    | 19    | 1987−2005, 2006−2007                                             | 198 Sampdoria, 165 Inter, 206 Bologna, 23 Ascoli                                                                   |
| 6    | Italia (bandiera)                      | Dino Zoff               | 570   | −    | 20    | 1961−1962, 1963−1965, 1966−1983                                  | 4 Udinese, 93 Mantova, 143 Napoli, 330 Juventus                                                                    |
| 7    | Slovenia (bandiera)                    | Samir Handanovič        | 566   | −    | 18    | 2004−2006, 2007−2023                                             | 182 Udinese, 3 Treviso, 1 Lazio, 380 Inter                                                                         |
| 8    | Italia (bandiera)                      | Pietro Vierchowod       | 562   | 38   | 20    | 1980−2000                                                        | 30 Como, 28 Fiorentina, 30 Roma, 358 Sampdoria, 21 Juventus, 16 Milan, 79 Piacenza                                 |
| 9    | Italia (bandiera)                      | Fabio Quagliarella      | 556   | 182  | 20    | 1999−2000, 2001−2002, 2005−2023                                  | 55 Torino, 33 Ascoli, 277 Sampdoria, 73 Udinese, 34 Napoli, 84 Juventus                                            |
| 10   | Italia (bandiera)                      | Roberto Mancini         | 541   | 156  | 19    | 1981−2000                                                        | 30 Bologna, 424 Sampdoria, 87 Lazio                                                                                |
| 11   | Italia (bandiera)                      | Silvio Piola**          | 537   | 274  | 21    | 1929-1943, 1946-1947, 1948-1954                                  | 127 Pro Vercelli, 227 Lazio, 28 Juventus, 155 Novara                                                               |
| 12   | Italia (bandiera)                      | Enrico Albertosi        | 532   | −    | 21    | 1958−1959, 1960-1980                                             | 185 Fiorentina, 177 Cagliari, 170 Milan                                                                            |
| 13   | Italia (bandiera)                      | Gianni Rivera           | 527   | 128  | 21    | 1958−1979                                                        | 26 Alessandria, 501 Milan                                                                                          |
| 14   | Italia (bandiera)                      | Giuseppe Bergomi        | 519   | 23   | 19    | 1980−1999                                                        | 519 Inter |
| 15   | Italia (bandiera)                      | Alberto Gilardino       | 514   | 188  | 18    | 1999-2014, 2015-2017                                             | 17 Piacenza, 39 Verona, 96 Parma, 94 Milan, 132 Fiorentina, 50 Genoa, 36 Bologna, 33 Palermo, 14 Empoli, 3 Pescara |
| 16   | Italia (bandiera)                      | Andrea Consigli         | 510   | −    | 15    | 2008-2010, 2011-2024                                             | 153 Atalanta, 357 Sassuolo                                                                                         |
| 17   | Italia (bandiera)                      | Antonio Candreva        | 502   | 85   | 16    | 2007-2008, 2009-2024                                             | 3 Udinese, 19 Livorno, 16 Juventus, 31 Parma, 18 Cesena, 151 Lazio, 124 Inter, 71 Sampdoria, 69 Salernitana        |
| 18   | Italia (bandiera)                      | Ciro Ferrara            | 500   | 27   | 21    | 1984−2005                                                        | 247 Napoli, 253 Juventus                                                                                           |
| 19   | Italia (bandiera)                      | Giovanni Galli          | 496   | −    | 18    | 1977−1995                                                        | 259 Fiorentina, 98 Milan, 98 Napoli, 31 Torino, 10 Parma                                                           |
| 20   | Italia (bandiera)                      | Tarcisio Burgnich       | 494   | 6    | 19    | 1958−1977                                                        | 8 Udinese, 13 Juventus, 31 Palermo, 358 Inter, 84 Napoli                                                           |
| 21   | Macedonia del Nord (bandiera)          | Goran Pandev            | 493   | 101  | 18    | 2003−2014, 2015−2022                                             | 20 Ancona, 159 Lazio, 46 Inter, 92 Napoli, 176 Genoa                                                               |
| 21   | Italia (bandiera)                      | Andrea Pirlo            | 493   | 58   | 19    | 1994–1995, 1997−2015                                             | 40 Brescia, 22 Inter, 28 Reggina, 284 Milan, 119 Juventus                                                          |
| 23   | Italia (bandiera)                      | Giuseppe Favalli        | 486   | 7    | 20    | 1989−1990, 1991−2010                                             | 59 Cremonese, 298 Lazio, 49 Inter, 80 Milan                                                                        |
| 24   | Italia (bandiera)                      | Giancarlo De Sisti      | 478   | 50   | 19    | 1960−1979                                                        | 222 Roma, 256 Fiorentina                                                                                           |
| 24   | Italia (bandiera)                      | Alessandro Del Piero    | 478   | 188  | 18    | 1993−2006, 2007−2012                                             | 478 Juventus |
| 24   | Italia (bandiera)                      | Angelo Peruzzi          | 478   | −    | 20    | 1987−2007                                                        | 16 Roma, 29 Verona, 208 Juventus, 33 Inter, 192 Lazio                                                              |
| 27   | Italia (bandiera)                      | Giacinto Facchetti      | 475   | 59   | 18    | 1960−1978                                                        | 475 Inter |
| 28   | Italia (bandiera)                      | Franco Baresi           | 470   | 12   | 18    | 1977−1980, 1981-1982, 1983-1997                                  | 470 Milan |
| 29   | Italia (bandiera)                      | Pietro Ferraris II**    | 469   | 123  | 18    | 1929−1943, 1946-1950                                             | 86 Pro Vercelli, 83 Napoli, 139 Inter, 104 Torino, 57 Novara                                                       |
| 30   | Italia (bandiera)                      | Sergio Cervato          | 466   | 45   | 16    | 1948−1964                                                        | 316 Fiorentina, 62 Juventus, 88 SPAL                                                                               |
| 31   | Italia (bandiera)                      | Franco Causio           | 460   | 66   | 18    | 1967−1968, 1969-1986                                             | 305 Juventus, 22 Palermo, 83 Udinese, 24 Inter, 26 Lecce                                                           |
| 32   | Brasile (bandiera) · Italia (bandiera) | José Altafini           | 459   | 216  | 18    | 1958−1976                                                        | 205 Milan, 180 Napoli, 74 Juventus                                                                                 |
| 32   | Italia (bandiera)                      | Daniele De Rossi        | 459   | 43   | 17    | 2002−2019                                                        | 459 Roma |
| 32   | Italia (bandiera)                      | Sergio Pellissier       | 459   | 112  | 16    | 2002−2007, 2008−2019                                             | 459 Chievo |
| 35   | Italia (bandiera)                      | Alessandro Costacurta   | 458   | 3    | 20    | 1987−2007                                                        | 458 Milan |
| 36   | Italia (bandiera)                      | Roberto Baggio          | 452   | 205  | 18    | 1986−2004                                                        | 94 Fiorentina, 141 Juventus, 51 Milan, 30 Bologna, 41 Inter, 95 Brescia                                            |
| 37   | Italia (bandiera)                      | Lorenzo De Silvestri    | 450   | 28   | 19    | 2006−                                                            | 47 Lazio, 74 Fiorentina, 109 Sampdoria, 112 Torino, 108 Bologna                                                    |
| 38   | Italia (bandiera)                      | Dario Dainelli          | 446   | 11   | 18    | 2000-2018                                                        | 14 Lecce, 13 Verona, 60 Brescia, 141 Fiorentina 57 Genoa, 161 Chievo                                               |
| 38   | Francia (bandiera)                     | Sébastien Frey          | 446   | −    | 15    | 1998−2013                                                        | 35 Inter, 30 Verona, 132 Parma, 175 Fiorentina, 74 Genoa                                                           |
| 40   | Italia (bandiera)                      | Antonio Di Natale       | 445   | 209  | 14    | 2002−2016                                                        | 60 Empoli, 385 Udinese                                                                                             |
| 41   | Italia (bandiera)                      | Giampiero Boniperti     | 443   | 178  | 15    | 1946−1961                                                        | 443 Juventus |
| 42   | Italia (bandiera)                      | Mario Corso             | 436   | 78   | 16    | 1958−1974                                                        | 413 Inter, 23 Genoa                                                                                                |
| 43   | Italia (bandiera)                      | Leonardo Bonucci        | 431   | 30   | 15    | 2005-2006, 2009-2023                                             | 1 Inter, 38 Bari, 357 Juventus, 35 Milan                                                                           |
| 44   | Italia (bandiera)                      | Giorgio Chiellini       | 430   | 27   | 17    | 2004-2006, 2007-2022                                             | 37 Fiorentina, 393 Juventus                                                                                        |
| 45   | Italia (bandiera)                      | Giacomo Mari            | 426   | 24   | 14    | 1946−1960                                                        | 113 Atalanta, 133 Juventus, 70 Sampdoria, 110 Padova                                                               |
| 46   | Italia (bandiera)                      | Francesco Janich        | 425   | −    | 16    | 1956−1972                                                        | 38 Atalanta, 93 Lazio, 294 Bologna                                                                                 |
| 47   | Italia (bandiera)                      | Amedeo Amadei**         | 423   | 174  | 16    | 1936−1938, 1939-1943, 1946-1956                                  | 182 Roma, 70 Inter, 171 Napoli                                                                                     |
| 48   | Italia (bandiera)                      | Paolo Cannavaro         | 422   | 12   | 18    | 1999-2006, 2007-2018                                             | 92 Parma, 24 Verona, 197 Napoli, 109 Sassuolo                                                                      |
| 48   | Italia (bandiera)                      | Luca Marchegiani        | 422   | −    | 16    | 1988−1989, 1990-2005                                             | 113 Torino, 243 Lazio, 66 Chievo                                                                                   |
| 50   | Italia (bandiera)                      | Fabio Cannavaro         | 421   | 14   | 15    | 1992−2006, 2009−2010                                             | 58 Napoli, 212 Parma, 50 Inter, 101 Juventus                                                                       |
| 51   | Italia (bandiera)                      | Morgan De Sanctis       | 419   | −    | 16    | 1998−2007, 2009−2016                                             | 3 Juventus, 194 Udinese, 147 Napoli, 75 Roma                                                                       |
| 52   | Italia (bandiera)                      | Sandro Mazzola          | 417   | 116  | 17    | 1960−1977                                                        | 417 Inter |
| 52   | Italia (bandiera)                      | Alessandro Nesta        | 417   | 8    | 19    | 1993−2012                                                        | 193 Lazio, 224 Milan                                                                                               |
| 54   | Italia (bandiera)                      | Francesco Antonioli     | 416   | −    | 15    | 1991−1993, 1994−1995, 1996−1997, 1998-2006, 2008−2009, 2010−2012 | 13 Milan, 30 Reggiana, 100 Bologna, 102 Roma, 104 Sampdoria, 67 Cesena                                             |
| 55   | Italia (bandiera)                      | Cesare Maldini          | 412   | 3    | 15    | 1952−1967                                                        | 32 Triestina, 347 Milan, 33 Torino                                                                                 |
| 56   | Italia (bandiera)                      | Massimo Gobbi           | 411   | 12   | 15    | 2004−2019                                                        | 71 Cagliari, 81 Fiorentina, 171 Parma, 88 Chievo                                                                   |
| 57   | Slovacchia (bandiera)                  | Marek Hamšík            | 409   | 100  | 13    | 2004-2005, 2007-2019                                             | 1 Brescia, 408 Napoli                                                                                              |
| 57   | Italia (bandiera)                      | Lido Vieri              | 409   | −    | 17    | 1958−1959, 1960-1976                                             | 269 Torino, 140 Inter                                                                                              |
| 59   | Italia (bandiera)                      | Sergio Santarini        | 406   | 6    | 16    | 1967−1983                                                        | 14 Inter, 344 Roma, 48 Catanzaro                                                                                   |
| 60   | Italia (bandiera)                      | Francesco Acerbi        | 405   | 24   | 14    | 2011−                                                            | 24 Chievo, 6 Milan, 157 Sassuolo, 135 Lazio, 83 Inter                                                              |
| 60   | Italia (bandiera)                      | Matteo Brighi           | 405   | 25   | 17    | 2000−2016, 2018-2019                                             | 11 Juventus, 55 Bologna, 22 Parma, 29 Brescia, 89 Chievo, 108 Roma, 11 Atalanta, 39 Torino, 31 Sassuolo, 10 Empoli |
| 60   | Italia (bandiera)                      | Giorgio Ferrini         | 405   | 39   | 15    | 1960−1975                                                        | 405 Torino |
| 60   | Italia (bandiera)                      | Diego Fuser             | 405   | 65   | 17    | 1986−2003                                                        | 49 Torino, 35 Milan, 32 Fiorentina, 188 Lazio, 86 Parma, 15 Roma                                                   |
| 60   | Italia (bandiera)                      | Giuseppe Savoldi        | 405   | 168  | 15    | 1965−1980                                                        | 57 Atalanta, 230 Bologna, 118 Napoli                                                                               |
| 65   | Italia (bandiera)                      | Mauro Tassotti          | 404   | 8    | 17    | 1978−1980, 1981-1982, 1983-1997                                  | 41 Lazio, 363 Milan                                                                                                |
| 66   | Italia (bandiera)                      | Luciano Castellini      | 403   | −    | 15    | 1970−1985                                                        | 201 Torino, 202 Napoli                                                                                             |
| 66   | Italia (bandiera)                      | Romano Fogli            | 403   | 13   | 16    | 1955−1971                                                        | 49 Torino, 285 Bologna, 43 Milan, 26 Catania                                                                       |
| 66   | Italia (bandiera)                      | Sandro Salvadore        | 403   | 16   | 16    | 1958−1974                                                        | 72 Milan, 331 Juventus                                                                                             |
| 66   | Italia (bandiera)                      | Lucidio Sentimenti IV** | 403   | 4    | 15    | 1938−1940, 1941-1943, 1946-1954, 1955-1957, 1958-1959            | 53 Modena, 129 Juventus, 170 Lazio, 48 Vicenza, 3 Torino                                                           |
| 70   | Italia (bandiera)                      | Simone Perrotta         | 402   | 43   | 15    | 1998−2013                                                        | 5 Juventus, 56 Bari, 95 Chievo, 246 Roma                                                                           |
| 71   | Italia (bandiera)                      | Gino Armano**           | 401   | 106  | 13    | 1946−1959                                                        | 57 Alessandria, 255 Inter, 89 Torino                                                                               |
| 71   | Italia (bandiera)                      | Paolo Pulici            | 401   | 142  | 17    | 1968−1985                                                        | 335 Torino, 26 Udinese, 40 Fiorentina                                                                              |
| 71   | Italia (bandiera)                      | Carlo Reguzzoni**       | 401   | 155  | 15    | 1929−1943, 1947-1948                                             | 42 Pro Patria, 359 Bologna                                                                                         |
| 74   | Italia (bandiera)                      | Antonio Cassano         | 400   | 113  | 16    | 1999−2006, 2007−2016                                             | 48 Bari, 118 Roma, 120 Sampdoria, 33 Milan, 28 Inter, 53 Parma                                                     |
| 74   | Italia (bandiera)                      | Teobaldo Depetrini**    | 400   | 9    | 18    | 1930−1943, 1946-1951                                             | 66 Pro Vercelli, 304 Juventus, 30 Torino                                                                           |
| 74   | Svezia (bandiera)                      | Kurt Hamrin             | 400   | 190  | 15    | 1956−1971                                                        | 23 Juventus, 30 Padova, 289 Fiorentina, 36 Milan, 22 Napoli                                                        |
| 77   | Italia (bandiera)                      | Gaetano Scirea          | 397   | 24   | 15    | 1972−1973, 1974-1988                                             | 20 Atalanta, 377 Juventus                                                                                          |
| 77   | Italia (bandiera)                      | Guido Vincenzi          | 397   | 1    | 15    | 1953−1966, 1967-1969                                             | 109 Inter, 288 Sampdoria                                                                                           |
| 79   | Paesi Bassi (bandiera)                 | Clarence Seedorf        | 396   | 58   | 14    | 1995−1996, 2000−2012                                             | 32 Sampdoria, 64 Inter, 300 Milan                                                                                  |
| 80   | Colombia (bandiera)                    | Juan Cuadrado           | 395   | 43   | 16    | 2009−2015, 2015−                                                 | 20 Udinese, 33 Lecce, 85 Fiorentina, 224 Juventus, 10 Inter, 23 Atalanta                                           |
| 81   | Italia (bandiera)                      | Fabrizio Ferron         | 394   | −    | 14    | 1988−1994, 1995-2003                                             | 217 Atalanta, 95 Sampdoria, 4 Inter, 64 Verona, 14 Como                                                            |
| 81   | Italia (bandiera)                      | Christian Panucci       | 394   | 34   | 16    | 1991−1997, 1999-2000, 2001-2010                                  | 31 Genoa, 89 Milan, 26 Inter, 229 Roma, 19 Parma                                                                   |
| 81   | Argentina (bandiera)                   | Bruno Pesaola           | 394   | 62   | 13    | 1947−1960                                                        | 90 Roma, 64 Novara, 240 Napoli                                                                                     |
| 84   | Italia (bandiera)                      | Mario Bergamaschi       | 393   | 6    | 14    | 1950-1964                                                        | 96 Como, 132 Milan, 165 Sampdoria                                                                                  |
| 84   | Italia (bandiera)                      | Giuseppe Sabadini       | 393   | 17   | 18    | 1965−1985                                                        | 90 Sampdoria, 161 Milan, 111 Catanzaro, 16 Catania, 15 Ascoli                                                      |
| 86   | Italia (bandiera)                      | Massimo Ambrosini       | 392   | 30   | 19    | 1995-2014                                                        | 344 Milan, 27 Vicenza, 21 Fiorentina                                                                               |
| 86   | Italia (bandiera)                      | Giuseppe Baresi         | 392   | 10   | 15    | 1977-1992                                                        | 392 Inter |
| 86   | Italia (bandiera)                      | Alessandro Gamberini    | 392   | 8    | 18    | 1999−2002, 2003-2018                                             | 78 Bologna, 194 Fiorentina, 25 Napoli, 10 Genoa, 85 Chievo                                                         |
| 89   | Italia (bandiera)                      | Carlo Annovazzi**       | 391   | 65   | 12    | 1946-1958                                                        | 252 Milan, 139 Atalanta                                                                                            |
| 89   | Italia (bandiera)                      | Giacomo Bulgarelli      | 391   | 43   | 17    | 1958-1975                                                        | 391 Bologna |
| 89   | Italia (bandiera)                      | Luigi Di Biagio         | 391   | 59   | 15    | 1988-1989, 1992-2005, 2006-2007                                  | 1 Lazio, 87 Foggia, 114 Roma, 117 Inter, 65 Brescia, 7 Ascoli                                                      |
| 92   | Italia (bandiera)                      | Simone Vergassola       | 390   | 28   | 14    | 1996-1999, 2001-2003, 2004-2010, 2011-2013                       | 48 Sampdoria, 61 Torino, 281 Siena                                                                                 |
| 93   | Italia (bandiera)                      | Giampiero Pinzi         | 389   | 21   | 16    | 2000-2016                                                        | 305 Udinese, 84 Chievo                                                                                             |
| 93   | Polonia (bandiera)                     | Piotr Zieliński         | 389   | 44   | 13    | 2012−                                                            | 19 Udinese, 63 Empoli, 281 Napoli, 26 Inter                                                                        |
| 95   | Italia (bandiera)                      | Gaudenzio Bernasconi    | 388   | −    | 13    | 1952-1965                                                        | 54 Atalanta, 334 Sampdoria                                                                                         |
| 95   | Italia (bandiera)                      | Giuseppe Furino         | 388   | 9    | 16    | 1968-1984                                                        | 27 Palermo, 361 Juventus                                                                                           |
| 97   | Italia (bandiera)                      | Giuseppe Bruscolotti    | 387   | 9    | 16    | 1972-1988                                                        | 387 Napoli |
| 97   | Italia (bandiera)                      | Francesco Morini        | 387   | 1    | 15    | 1963-1966, 1967-1979                                             | 131 Sampdoria, 256 Juventus                                                                                        |
| 97   | Italia (bandiera)                      | Stefano Tacconi         | 387   | −    | 15    | 1980-1995                                                        | 90 Avellino, 254 Juventus, 43 Genoa                                                                                |
| 100  | Italia (bandiera)                      | Ivano Blason**          | 386   | 19   | 15    | 1946-1954, 1955-1962                                             | 125 Triestina, 85 Inter, 176 Padova                                                                                |
| 100  | Italia (bandiera)                      | Giacomo Losi            | 386   | 2    | 15    | 1954−1969                                                        | 386 Roma |
| 100  | Italia (bandiera)                      | Alessandro Lucarelli    | 386   | 20   | 13    | 1998−2000, 2001-2002, 2004-2008, 2009-2015                       | 70 Piacenza, 27 Livorno, 67 Reggina, 29 Genoa, 193 Parma                                                           |

## Classifica di presenze dei calciatori in attività
Di seguito vi è la classifica, per presenze in massima serie, dei primi 20 calciatori previsti a giocare nella Serie A 2025-2026.
| Pos. | Naz.                   | Nome                 | Pres. | Reti | Stag. | Anni                                   | Squadre                                                                  |
| ---- | ---------------------- | -------------------- | ----- | ---- | ----- | -------------------------------------- | ------------------------------------------------------------------------ |
| 1    | Italia (bandiera)      | Lorenzo De Silvestri | 450   | 28   | 19    | 2006−                                  | 47 Lazio, 74 Fiorentina, 109 Sampdoria, 112 Torino, 108 Bologna          |
| 2    | Italia (bandiera)      | Francesco Acerbi     | 405   | 24   | 14    | 2011−                                  | 24 Chievo, 6 Milan, 157 Sassuolo, 135 Lazio, 83 Inter                    |
| 3    | Colombia (bandiera)    | Juan Cuadrado        | 395   | 43   | 16    | 2009−2015, 2015−                       | 20 Udinese, 33 Lecce, 85 Fiorentina, 224 Juventus, 10 Inter, 23 Atalanta |
| 4    | Polonia (bandiera)     | Piotr Zieliński      | 389   | 44   | 13    | 2012−                                  | 19 Udinese, 63 Empoli, 281 Napoli, 26 Inter                              |
| 5    | Italia (bandiera)      | Ciro Immobile        | 353   | 201  | 13    | 2008−2010, 2012−2014, 2016−2024, 2025- | 3 Juventus, 33 Genoa, 47 Torino, 270 Lazio                               |
| 6    | Argentina (bandiera)   | Paulo Dybala         | 348   | 129  | 12    | 2012−13, 2014-                         | 61 Palermo, 210 Juventus, 77 Roma                                        |
| 7    | Italia (bandiera)      | Alessio Romagnoli    | 335   | 15   | 13    | 2012−                                  | 13 Roma, 30 Sampdoria, 197 Milan, 95 Lazio                               |
| 8    | Italia (bandiera)      | Matteo Politano      | 329   | 53   | 10    | 2015−                                  | 96 Sassuolo, 47 Inter, 186 Napoli                                        |
| 8    | Italia (bandiera)      | Cristiano Biraghi    | 329   | 15   | 13    | 2010−2011, 2013−2015, 2016−            | 23 Catania, 18 Chievo, 35 Pescara, 212 Fiorentina, 26 Inter, 15 Torino   |
| 10   | Colombia (bandiera)    | Duván Zapata         | 326   | 124  | 12    | 2013−                                  | 37 Napoli, 63 Udinese, 31 Sampdoria, 153 Atalanta, 42 Torino             |
| 11   | Italia (bandiera)      | Stephan El Shaarawy  | 325   | 72   | 15    | 2008−2010, 2011-2019, 2020-            | 3 Genoa, 83 Milan, 239 Roma                                              |
| 12   | Italia (bandiera)      | Domenico Berardi     | 314   | 122  | 11    | 2013−2024, 2025-                       | 314 Sassuolo                                                             |
| 13   | Albania (bandiera)     | Elseid Hysaj         | 310   | 3    | 11    | 2014−                                  | 36 Empoli, 178 Napoli, 96 Lazio                                          |
| 14   | Polonia (bandiera)     | Łukasz Skorupski     | 307   | -    | 12    | 2013−                                  | 6 Roma, 66 Empoli, 235 Bologna                                           |
| 15   | Paesi Bassi (bandiera) | Marten de Roon       | 306   | 19   | 9     | 2015-2016, 2017-                       | 306 Atalanta                                                             |
| 16   | Italia (bandiera)      | Nicolò Barella       | 304   | 25   | 10    | 2014−                                  | 100 Cagliari, 204 Inter                                                  |
| 17   | Italia (bandiera)      | Bryan Cristante      | 303   | 29   | 11    | 2013−2014, 2015-                       | 3 Milan, 4 Palermo, 16 Pescara, 48 Atalanta, 232 Roma                    |
| 18   | Uruguay (bandiera)     | Matias Vecino        | 299   | 28   | 12    | 2013−                                  | 67 Fiorentina, 9 Cagliari, 36 Empoli, 104 Inter, 83 Lazio                |
| 19   | Argentina (bandiera)   | Giovanni Simeone     | 298   | 73   | 9     | 2016−                                  | 35 Genoa, 74 Fiorentina, 71 Cagliari, 35 Verona, 83 Napoli               |
| 20   | Paesi Bassi (bandiera) | Stefan de Vrij       | 297   | 20   | 11    | 2014−                                  | 95 Lazio, 202 Inter                                                      |

## Presenze in Serie A con una sola squadra
Sono indicati in grassetto i giocatori ancora in attività nel massimo campionato.
| Pos. | Naz.                  | Nome                  | Presenze | Reti | Stagioni | Anni                            | Squadre   |
| ---- | --------------------- | --------------------- | -------- | ---- | -------- | ------------------------------- | --------- |
| 1    | Italia (bandiera)     | Paolo Maldini         | 647      | 29   | 25       | 1984−2009                       | Milan     |
| 2    | Italia (bandiera)     | Francesco Totti       | 619      | 250  | 25       | 1992–2017                       | Roma      |
| 3    | Argentina (bandiera)  | Javier Zanetti        | 615      | 12   | 19       | 1995−2014                       | Inter     |
| 4    | Italia (bandiera)     | Giuseppe Bergomi      | 519      | 23   | 19       | 1980−1999                       | Inter     |
| 5    | Italia (bandiera)     | Gianni Rivera         | 501      | 122  | 19       | 1960−1979                       | Milan     |
| 6    | Italia (bandiera)     | Gianluigi Buffon      | 489      | −    | 18       | 2001−2006, 2007–2018, 2019-2021 | Juventus  |
| 7    | Italia (bandiera)     | Alessandro Del Piero  | 478      | 188  | 18       | 1993−2006, 2007−2012            | Juventus  |
| 8    | Italia (bandiera)     | Giacinto Facchetti    | 475      | 59   | 18       | 1960−1978                       | Inter     |
| 9    | Italia (bandiera)     | Franco Baresi         | 470      | 12   | 18       | 1977−1980, 1981-1982, 1983-1997 | Milan     |
| 10   | Italia (bandiera)     | Daniele De Rossi      | 459      | 43   | 17       | 2002–2019                       | Roma      |
| 10   | Italia (bandiera)     | Sergio Pellissier     | 459      | 112  | 16       | 2002−2007, 2008–2019            | Chievo    |
| 12   | Italia (bandiera)     | Alessandro Costacurta | 458      | 3    | 20       | 1987−2007                       | Milan     |
| 13   | Italia (bandiera)     | Giampiero Boniperti   | 443      | 178  | 15       | 1946−1961                       | Juventus  |
| 14   | Italia (bandiera)     | Roberto Mancini       | 424      | 132  | 15       | 1982−1997                       | Sampdoria |
| 15   | Italia (bandiera)     | Sandro Mazzola        | 417      | 116  | 17       | 1960−1977                       | Inter     |
| 16   | Italia (bandiera)     | Mario Corso           | 413      | 75   | 16       | 1958–1973                       | Inter     |
| 17   | Slovacchia (bandiera) | Marek Hamšík          | 408      | 100  | 12       | 2007-2019                       | Napoli    |
| 18   | Italia (bandiera)     | Giorgio Ferrini       | 405      | 39   | 15       | 1960−1975                       | Torino    |
| 19   | Italia (bandiera)     | Giorgio Chiellini     | 393      | 24   | 16       | 2005-2006, 2007-2022            | Juventus  |
| 20   | Italia (bandiera)     | Giuseppe Baresi       | 392      | 10   | 15       | 1977−1992                       | Inter     |

## Record di presenze per squadra
| Club            | Nome                  | Presenze | Periodo   |
| --------------- | --------------------- | -------- | --------- |
| Alessandria     | Michele Borelli       | 187      | 1929-1936 |
| Ancona          | Sean Sogliano         | 40       | 1992-2004 |
| Ascoli          | Francesco Scorsa      | 144      | 1974-1983 |
| Atalanta        | Marten de Roon        | 306      | 2015-     |
| Avellino        | Salvatore Di Somma    | 148      | 1978-1984 |
| Bari            | Alessandro Carlini    | 175      | 1939-1950 |
| Benevento       | Gaetano Letizia       | 53       | 2017-2021 |
| Bologna         | Giacomo Bulgarelli    | 391      | 1958-1975 |
| Brescia         | Giuseppe Peruchetti   | 163      | 1929-1936 |
| Cagliari        | Daniele Conti         | 333      | 1999-2015 |
| Carpi           | Kevin Lasagna         | 36       | 2015-2016 |
| Casale          | Giordano Roggero      | 126      | 1930-1934 |
| Catania         | Mariano Izco          | 218      | 2006-2014 |
| Catanzaro       | Claudio Ranieri       | 128      | 1976-1982 |
| Cesena          | Adriano Piraccini     | 148      | 1981-1991 |
| Chievo          | Sergio Pellissier     | 459      | 2002-2019 |
| Como            | Giancarlo Centi       | 168      | 1980-1989 |
| Cremonese       | Luigi Gualco          | 130      | 1989-1996 |
| Crotone         | Alex Cordaz           | 110      | 2016-2021 |
| Empoli          | Antonio Buscè         | 164      | 2002-2008 |
| Fiorentina      | Giancarlo Antognoni   | 341      | 1972-1987 |
| Foggia          | Francesco Mancini     | 122      | 1991-1995 |
| Frosinone       | Daniel Ciofani        | 69       | 2015-2019 |
| Genoa           | Fosco Becattini       | 338      | 1946-1960 |
| Inter           | Javier Zanetti        | 615      | 1995-2014 |
| Juventus        | Gianluigi Buffon      | 489      | 2001-2021 |
| Lazio           | Ștefan Radu           | 349      | 2008-2023 |
| Lecce           | Guillermo Giacomazzi  | 196      | 2001-2012 |
| Lecco           | Francesco Duzioni     | 68       | 1960-1962 |
| Legnano         | Luciano Lupi          | 66       | 1951-1954 |
| Liguria         | Luciano Peretti       | 72       | 1937-1940 |
| Livorno         | Mario Stua            | 177      | 1937-1948 |
| Lucchese        | Carlo Scarpato        | 138      | 1948-1952 |
| Mantova         | Gustavo Giagnoni      | 141      | 1961-1968 |
| Messina         | Arturo Di Napoli      | 87       | 2004-2007 |
| Milan           | Paolo Maldini         | 647      | 1984-2009 |
| Modena          | Renato Braglia        | 156      | 1939-1949 |
| Monza           | Dany Mota             | 94       | 2022-2025 |
| Napoli          | Marek Hamšík          | 408      | 2007-2019 |
| Novara          | Ambrogio Baira        | 231      | 1948-1956 |
| Padova          | Aurelio Scagnellato   | 219      | 1951-1962 |
| Palermo         | Fabrizio Miccoli      | 165      | 2007-2013 |
| Parma           | Antonio Benarrivo     | 258      | 1991-2004 |
| Perugia         | Pierluigi Frosio      | 170      | 1975-1981 |
| Pescara         | Stefano Ferretti      | 62       | 1987-1993 |
| Pescara         | Júnior                | 62       | 1987-1989 |
| Piacenza        | Gianpietro Piovani    | 170      | 1993-2000 |
| Pisa            | Alessandro Mannini    | 89       | 1982-1986 |
| Pistoiese       | Poerio Mascella       | 30       | 1980-1981 |
| Pro Patria      | Antonio Fossati       | 230      | 1947-1955 |
| Pro Vercelli    | Egidio Scansetti      | 164      | 1929-1935 |
| Reggiana        | Luigi De Agostini     | 61       | 1993-1995 |
| Reggiana        | Eugenio Sgarbossa     | 61       | 1993-1995 |
| Reggina         | Francesco Cozza       | 190      | 1999-2009 |
| Roma            | Francesco Totti       | 619      | 1992-2017 |
| Salernitana     | Lassana Coulibaly     | 94       | 2021-2024 |
| Sampdoria       | Roberto Mancini       | 424      | 1982-1997 |
| Sampierdarenese | Mario Malatesta       | 89       | 1933-1937 |
| Sassuolo        | Andrea Consigli       | 357      | 2014-2024 |
| Siena           | Simone Vergassola     | 281      | 2004-2013 |
| SPAL            | Aulo Gelio Lucchi     | 210      | 1951-1959 |
| SPAL            | Oscar Massei          | 210      | 1959-1968 |
| Spezia          | Emmanuel Gyasi        | 108      | 2020-2023 |
| Ternana         | Fernando Benatti      | 57       | 1972-1975 |
| Torino          | Giorgio Ferrini       | 405      | 1960-1975 |
| Treviso         | Antonio Filippini     | 32       | 2005-2006 |
| Triestina       | Piero Pasinati        | 331      | 1929-1943 |
| Udinese         | Antonio Di Natale     | 385      | 2004-2016 |
| Varese          | Giorgio Dellagiovanna | 112      | 1967-1972 |
| Venezia         | Sandro Puppo          | 145      | 1939-1947 |
| Verona          | Emiliano Mascetti     | 232      | 1968-1979 |
| Vicenza         | Luigi Menti           | 306      | 1955-1969 |